# Condado de Latah
O Condado de Latah é um dos 44 condados do Estado americano do Idaho. A sede do condado é Moscow, que é também a sua maior cidade. O condado tem uma área de 2789 km² (dos quais 1 km² está coberto por água), uma população de 34 935 habitantes, e uma densidade populacional de 12,53 hab/km² (segundo o censo nacional de 2000). Foi fundado em 1913 e recebeu o seu nome a partir do rio Latah Creek. Fica no Panhandle do Idaho.